# Stefano Colonna (cardinal, 1378)
Stefano Colonna (né à Rome, capitale des  États pontificaux et mort à Rome en 1378 ou 1379) est un cardinal italien du XIVe siècle. Il est le frère du cardinal Agapito Colonna (1378). 
Les autres cardinaux de la famille Colonna sont Giovanni Colonna (1212), Jacopo Colonna (1278), Pietro Colonna (1288), Giovanni Colonna (1327), Oddone Colonna (1405), le futur pape Martin V, Prospero Colonna (1426), Giovanni Colonna (1480), Pompeo Colonna (1517), Marco Antonio Colonna, seniore (1565),  Ascanio Colonna (1586), Girolamo Colonna (1627), Carlo Colonna (1706), Prospero Colonna (1739), Girolamo Colonna di Sciarra (1743), Prospero Colonna di Sciarra (1743),  Marcantonio Colonna, iuniore (1759) et Pietro Colonna (1766), qui prend le nom de Pamphili.

## Repères biographiques
Stefano  Colonna est gouverneur de la Marche Anconitana et légat apostolique de Grégoire XI à Gênes pour rétablir la paix entre les doges de cette ville et le roi de Chypre. Il est protonotaire apostolique et prévôt de Saint-Omer, dans le diocèse de Thérouanne.
Colonna  est créé cardinal par le pape Urbain VI lors du consistoire du 18 septembre 1378, mais il meurt rapidement après sa création.